# Kenta Kobashi
 (janvier 2025).
Si vous disposez d'ouvrages ou d'articles de référence ou si vous connaissez des sites web de qualité traitant du thème abordé ici, merci de compléter l'article en donnant les références utiles à sa vérifiabilité et en les liant à la section « Notes et références ».
Ne doit pas être confondu avec Kenta Kobayashi.
Kenta Kobashi (小橋健太, Kobashi Kenta) (né le 27 mars 1967 à Fukuchiyama) est un catcheur japonais. Il est principalement connu pour son travail à l'All Japan Pro Wrestling (AJPW) de 1988 à 2000 puis à la Pro Wrestling NOAH de 2000 jusqu'à sa retraite en 2013.
Il s'entraîne au dojo de la All Japan Pro Wrestling en 1987 et commence sa carrière l'année suivante. Il est longtemps mis de côté avant de remporter le championnat par équipes All Asia à quatre reprises au début des années 1990 d'abord avec Tiger Mask puis deux fois avec Johnny Ace et une fois avec Tsuyoshi Kikuchi.

## Jeunesse
Kobashi pratique le judo et fait partie de l'équipe de rugby à XV au lycée. Après le lycée, il fait du culturisme. 

## Carrière

### All Japan Pro Wrestling
Il entre au dojo de l'All Japan Pro Wrestling en 1987. Il s'entraîne auprès de Giant Baba et Kazuharu Sonoda. Baba décide de lui faire perdre ses 63 premiers combats mais lui demande de ne pas être défaitiste. Son attitude sur le ring après sa défaite lui permet de se faire apprécier du public qui scande son nom, chose assez rare au Japon,. Il remporte son premier combat le 16 mai 1989 face à Mitch Snow. 
Il gagna quelques proéminences en tant que membre du clan de Mitsuharu Misawa lorsque ce dernier était en rivalité avec Jumbo Tsuruta. Kobashi, durant cette période était en tag team. Kobashi était un courageux perdant. En même temps, quand il faisait équipe avec Tsuyoshi Kikuchi, Kobashi jouait le rôle du "grand frère". Onze mois plus tard, il obtient son premier tire, l'AJPW All Asia Tag Team Championship avec Tiger Mask II. Les deux ans qui suivent, Kobashi a détenu ce titre avec plusieurs partenaires différents, deux fois avec Johnny Ace et une fois avec Tsuyoshi Kikuchi. Le titre gagné avec Kikuchi contre Dan Kroffat et Doug Furnas se déroulait devant une foule enragé dans la ville natale de Kikuchi à Sendai le 25 mai 1992, ce match fut voté comme match de l'année 1992 par la Wrestling Observer Newsletter.
En 1993, il devient le coéquipier de Misawa durant la rivalité entre Misawa et Toshiaki Kawada. Il gagna son premier match solo contre un ancien AJPW Triple Crown Champion quand il triomphait sur Terry Gordy au mois de mai. Kobashi a reçu son premier match pour l'AJPW Triple Crown Championship contre Steve Williams (qui sera le challenger no 1) le 3 septembre 1994, mais perdit le match. Le 3 décembre 1993, Kobashi battait Williams pour la première fois, en décompte de 3 et la victoire lui permettait de remporter son premier Real World Tag League. Les matchs solo de Kobashi combattant contre Stan Hansen, Mitsuharu Misawa et Toshiaki Kawada étaient les matchs les plus estimés. Quelques années plus tard, Kobashi gagna de plus en plus d'honneur. En 1994, au compétition de Champion Carnival Il bat pour la première fois, Stan Hansen. En septembre 1994, il perd son challenger pour le Triple Crown face à Steve Williams. Son prochain combat, aussi un match nul (contre Toshiaki Kawada) en janvier 1995 a duré 60 minutes et considéré comme le meilleur match de 60 minutes dans l'histoire du catch par la Wrestling Observer Newsletter. Le 9 juin 1995 Misawa et Kobashi perdent leur titre contre Kawada et Akira Taue. Le match a été notable, car il fut élu le meilleur match de l'année par le Tokyo Sports. Il subit ses premières blessures aux genoux en 1995, mais continuait à travailler. Au début de 1996, la compagnie fait "monter" Jun Akiyama en tant que partenaire de Misawa. C'était bon pour Akiyama, mais cela a laissé Kobashi sans un vrai partenaire dans la plupart du temps de l'année.
En battant Akira Taue le 24 juillet 1996, il devient pour la première fois, le Triple Crown Champion, mais perd le titre face à Misawa le 20 janvier 1997 dans un match hautement estimé. En mars 1997 dans la compétition de Champion Carnival, il bat Misawa pour la première fois, en décompte de 3. À la fin de Carnival, Kobashi est qualifié pour la finale, Kawada défait finalement Kobashi pour un second titre de Carnival. En octobre 1997, Kobashi et Johnny Ace défont Steve Williams et Gary Albright. Dans le même mois, il a défié Misawa pour le Triple Crown dans un autre match mémorable, mais le perdit. Kawada défait finalement Misawa pour le Triple Crown in 1998. Le 12 juin 1998, Kobashi a réussi à vaincre Kawada pour son second règne du Triple Crown. Mais une grosse blessure au genou obligea Kobashi perdre le titre contre Misawa.
1998 se finit par une victoire de Kobashi et de Akiyama qui obtenaient leur premier Real World Tag League. En janvier, il a eu une rivalité contre Vader. Il gagne encore une fois le Real World Tag League avec Akiyama en 1999. En 2000, il détrôna Vader pour devenir Triple Crown Champion pour la troisième fois. En avril 2000, il gagna son premier Champion Carnival VErs le milieu de 2000, Misawa quitte l'AJPW pour créer la Pro Wrestling NOAH, Kobashi et trois autres catcheurs japonais suivront Misawa. En même temps, Kobashi détenait le Triple Crown, le titre est devenu vacant après le départ de Kobashi pour la nouvelle fédération. Malgré ses blessures, beaucoup de magazines ont appelé Kenta Kobashi comme le catcheur parfait (6′ 2″ (1,88 m) pour 270 lb (123 kg)). Kobashi possédait une énorme force, et encore, il était capable d'effectuer des moonsaults, un habilité des poids-moyens, alors qu'il était un poids-lourd. Ceux-ci combiné aussi avec son incroyable endurance et sa dureté pour vaincre des adversaires difficiles.

### Pro Wrestling NOAH
Durant cette période de blessure de Kobashi, il était désespéré de prendre un repos pour guérir. Cependant, il a battu Taue et Misawa en faisant équipe avec Akiyama dans le main-event lors du premier show, mais perd contre Akiyama dans le deuxième show (Kobashi s'évanouit à cause du King Crad de Akiyama, mais c'était involontaire). Dans le plus grand show de l'année qui se déroulait le 23 décembre 2000, Kobashi défait Jun Akiyama, pour se venger de sa défaite contre Akiyama. Malheureusement pour Kobashi, le mois prochain, ses genoux sont finalement détériorés. Il ne pourra pas travailler à cause de la douleur et fut obligé de prendre 13 mois de repos pour guérir. Durant cette période, il a subi plusieurs opérations chirurgicales. Il retourne enfin le 24 février 2002 et il refait équipe avec Misawa pour faire face à Akiyama et un combattant de la New Japan Pro Wrestling, Yugi Nagata. Par contre, ses genoux s'épuisèrent encore une nouvelle fois durant le match. Après avoir pris 5 mois pour récupérer, il est retourné à NOAH, puis la fédération commença lentement à construire l'histoire qui mena Kobashi au GHC Heavyweight Championship.
Le 1er mars 2003, il acheva son but, Kobashi triompha sur Misawa pour le titre GHC. Kobashi a aussi gagné le Global Honored Championship après 33 minutes de difficulté. Le règne de Kobashi dépassa les deux ans avec 13 défenses du titre successives réussites. Les défenses notables sont : contre Masahiro Chono à New Japan, le 2 mai 2003, à Tokyo Dome, contre Yuji Nagata le 12 septembre 2003, contre Yoshihiro Takayama, le 25 avril 2004 et contre Jun Akiyama dans le main event du premier Tokyo Dome show de NOAH le 10 juillet 2004. Durant son règne, grâce à la Wrestling Observer Newsletter, Kobashi est élu catcheur de l'année en 2003 et 2004. En mars 2005, il perd finalement sa ceinture contre Takeshi Rikio. Malgré sa perte de ceinture GHC, il reste toujours le top catcheur de NOAH, le reste de l'année, il remporta plusieurs matchs avec des outsiders, notamment Genichiro Tenryu et Kensuke Sasaki (le 18 juillet 2005 à Tokyo Dome), et l'année suivante, il se bat contre des junior heavyweights, comme KENTA (le 5 mars 2005) et Naomichi Marufuji (le 23 avril 2006). Il est le vainqueur de ces matchs. Kobashi aurait la distinction de participer dans les 3 meilleurs matches dans l'histoire de NOAH. Ces matchs sont : contre Misawa (3 janvier 2003), Akiyama (7 octobre 2004) et Sasaki (18 juillet 2005). Le match avec Misawa et Akiyama a rassemblé 5 étoiles par Dave Meltzer du Wrestling Observer. 
Vers la fin de l'année 2005, Kobashi a fait son premier first apparence dans l'Amérique du Nord avec la fédération d'Harley Race, le World League Wrestling où Kobashi vainquit le WLW champion, Wild Wade Chism. Sa seconde et troisième apparence sont à Ring of Honor, où il vainquit Samoa Joe dans un match mémorable (match à 5 étoiles et match de l'année 2005 selon Wrestling Observer), et il a fait équipe avec Homicide pour battre Samoa Joe et Low Ki. Kobashi a aussi voyagé en Europe où il avait des matchs en Allemagne, et à Universal Uproar en Angleterre, dans le mois de novembre 2005. Après avoir gagné le GHC Tag Team Championship le 4 juin 2006 avec Tamon Honda, Kobashi devient inactif due à un cancer. Ils furent obligés d'abandonner le titre en le rendant vacant. Le 10 décembre, à Budoukan, Kobashi est apparu devant les fans et a annoncé qu'il reviendrait "sans tomber en panne".
Le 8 septembre 2007, une flash info dit que Kobashi ferait son retour à Budokan Hall le 2 décembre où il ferait équipe Yoshihiro Takayama pour faire face à Mitsuharu Misawa et Jun Akiyama. Kobashi perdra finalement après un Avalanche Emerald Frosion de Misawa, mais les fans donnaient toujours un enthousiaste ovation à Kobashi.
Lors de Final Burning In Budokan, Jun Akiyama, Keiji Muto, Kensuke Sasaki et lui battent Go Shiozaki, KENTA, Maybach Taniguchi et Yoshinobu Kanemaru.

## Palmarès
- All Japan Pro Wrestling
  - 3 fois AJPW Triple Crown Heavyweight Championship
  - 6 fois AJPW World Tag Team Championship avec Mitsuharu Misawa (2), Johnny Ace (2) et Jun Akiyama (2)
  - 4 fois AJPW All Asia Tag Team Championship avec Mitsuharu Misawa (1), Johnny Ace (2) et Tsuyoshi Kikuchi (1)

- Pro Wrestling NOAH
  - 1 fois GHC Heavyweight Championship
  - 2 fois GHC Tag Team Championship avec Tamon Honda
  - 1 fois GHC Hardcore Openweight Championship

## Récompenses des magazines
- Pro Wrestling Illustrated

| Année | 1993 | 1994 | 1995 | 1996 | 1997 | 1998 | 1999 | 2000 | 2001 à 2002 | 2003 | 2004 | 2005 | 2006 | 2007       | 2008 | 2009 |
| ----- | ---- | ---- | ---- | ---- | ---- | ---- | ---- | ---- | ----------- | ---- | ---- | ---- | ---- | ---------- | ---- | ---- |
| Rang  | 69   | 37   | 64   | 4    | 15   | 6    | 24   | 4    | Non classé  | 8    | 4    | 16   | 8    | Non classé | 86   | 171  |